# BT.656
ITU-R Recommendation BT.656，有時候也稱為ITU656，是一個簡單的數位視訊協議，用於將未壓縮的PAL或NTSC（525行或者625行）信號進行編碼。
ITU-R BT.656 8/10位資料傳輸；不需要同步信號；串列資料傳輸；傳輸速率是601的2倍；先傳Y，後傳UV。行場同步信號嵌入在資料流程中。
BT656主要用於即時視訊資料傳遞。
包含三部分 
1：視訊訊號 
2：定時基準信號：
有兩個定時基準信號，一個在每個視訊資料塊的開始(Start of ActiveVideo，SAV)，另一個在每個視訊資料塊的結束(End of Active Video，EAV)；每個定時基準信號由4 個字的序列組成，格式如下： FF 00 00 XY （16 進制）頭三個是固定首碼，第4 個字包含定義第二場標識、場消隱狀態和行消隱狀態的資訊。
3：輔助信號：
輔助資料信號可以以10 比特形式只在行消隱期間傳送，還可以以8 比特形式只在場消隱中的行的有效期間傳送。